# Autostrada A7 (Portugalia)
Autostrada A7 (port. Autoestrada A7, Autoestrada do Douro) – autostrada w północnej Portugalii. Biegnie z Póvoa de Varzim przez Guimarães do Vila Pouca de Aguiar. Przejazd autostradą jest płatny. Koncesjonariuszem zarządzającym autostradą jest Ascendi.

## Historia budowy
| Odcinek                                | Otwarcie                    | km   |
| -------------------------------------- | --------------------------- | ---- |
| Vila do Conde - Vila Nova de Famalicão | (2005) (Concession : Norte) | 20,3 |
| Vila Nova de Famalicão - Serzedelo     | (1999) (Concession : Norte) | 17,4 |
| Serzedelo - Fafe                       | (2005) (Concession : Norte) | 18,8 |
| Fafe - Cabeceiras de Basto             | (2004) (Concession : Norte) | 20   |
| Cabeceiras de Basto - Ribeira de Pena  | (2005) (Concession : Norte) | 13,3 |
| Ribeira de Pena -                      | (2007) (Concession : Norte) | 14   |